# 小行星20476
小行星20476（20476 Chanarich）是一颗绕太阳运转的小行星，为主小行星带小行星。该小行星于1999年7月13日发现。

## 轨道参数
小行星20476的轨道半长轴为2.2068782 UA，离心率为0.144。